# Casparus Bijleveld
Casparus Bijleveld (Leiden, 20 december 1755 – Den Haag, 5 januari 1820) was een Nederlandse jurist en politicus.

## Leven en werk
Bijleveld was een zoon van de Leidse medicus dr. Casparus Bijleveld en Susanna Maria van Heck. Na zijn studie rechten vestigde hij zich als advocaat te Leiden. Hij trad onder meer op als advocaat voor het Hof van Holland, voor de Hoge Raad en voor de Raad en Leenhove van Brabant en Overmaze. In 1785 was hij pensionaris van Purmerend en van 1786 tot 1787 oefende hij dezelfde functie uit in Gorinchem. In 1796 was hij de secretaris van de Eerste Nationale Vergadering. In 1797 was hij representant van de Tweede Nationale Vergadering. In 1798 werd hij gearresteerd en een half jaar gevangengezet, samen met 28 gelijkgezinde federalisten. In de jaren erna zette hij zijn rechterlijke carrière voort. Hij werd achtereenvolgens raad in het Hof van Justitie van Holland en in het Keizerlijk Gerechtshof. In 1811 werd hij benoemd tot voorzitter van dit college. Na de omwenteling in 1813 bleef hij aan in, wat vanaf die tijd heette, het Hoog Gerechtshof der Verenigde Nederlanden, waarvan hij ook de voorzittersfunctie vervulde.
Bijleveld trouwde op 18 september 1781 met Elisabeth Maria van Swieten. Uit dit huwelijk werden elf kinderen geboren, waarvan er zes op jonge leeftijd overleden. Zijn zoon Daniel Jan was president van de arrondissementsrechtbank van Den Haag.
- Biografisch Portaal: 00357044
- International Standard Name Identifier: 0000 0003 8886 8092
- Nederlandse Thesaurus van Auteursnamen: 073261505
- Parlement.com: vgz12sdsijrw
- Virtual International Authority File: 282171292
- WorldCat: E39PBJccfgMhkBPD3tPV64MpT3